# Siegmund Lubin
Siegmund Lubin, właśc. Zygmunt Lubszyński (ur. ok. 1851 w Poznaniu lub Wrocławiu, zm. 1923 w New Jersey) – amerykański wynalazca polskiego pochodzenia, optyk, pionier kina, twórca pierwszego przenośnego projektora filmowego.operator filmowy i aktor. Wyprodukował kilkaset filmów niemych, wiele z nich nakręcił osobiście, w części z nich również zagrał. W jego filmie zadebiutowali Oliver Hardy i Henry King. Gwiazdą filmową jego wytwórni była Florence Lawrence – pierwsza gwiazda filmowa, której nazwisko reklamowało filmy. Właściciel firmy producenckiej Lubin Manufacturing Company.

## Życiorys
Wywodził się z rodziny polskich Żydów. Jego rodzicami byli Samuel Lubszyński, z zawodu optyk i jego żona Rebeka. Rodzina Lubszyńskich wyemigrowała do Berlina w poszukiwaniu lepszych perspektyw zarobkowych i dobrej edukacji dla dzieci. Samuel zmarł, gdy jego syn był jeszcze dzieckiem. Imię na Siegmund Zygmunt Lubszyński zmienił już w młodości. Ukończył studia na uniwersytecie w Heidelbergu, zdobywając tytuł doktora okulistyki. W 1868 roku wyjechał do USA, aby podjąć handel z Indianami, jednak zakończyło się to niepowodzeniem. Osiem lat później ponownie wyjechał do Ameryki. Zamieszkał w New Haven w Connecticut, gdzie poznał swoją przyszłą żonę, Annę Abrams, córkę właścicielki pensjonatu, w którym mieszkał. Siegmund poślubił Annę w 1882 roku. Przed 1881 (nie wiadomo jednak dokładnie kiedy) Lubszyński zmienił nazwisko na Lubin. Zarabiał na życie jako wędrowny handlarz soczewkami optycznymi. W 1883 roku udał się na Międzynarodowe Targi w Luisville w Kentucky, gdzie sprzedał okulary Ulyssesowi S. Grantowi – byłemu prezydentowi USA.
W 1883 roku Lubszyński został ojcem, zdecydował się więc wraz z żoną porzucić życie wędrownego handlarza. Rodzina osiedliła się w Filadelfii. Tam Lubin rozpoczął pracę optyka – sprzedawał okulary i badał wzrok odwiedzając klientów w ich domach. Dzięki dobrym zarobkom udało mu się z czasem wynająć dom w lepszej dzielnicy i otworzyć na jego parterze sklep optyczny. W 1885 zatrudnił Johna J. Frawleya, technika optycznego i wynalazcę (autora m.in. pomysłu na noski do okularów, ułatwiających ich noszenie), do końca lat 80. liczba jego pracowników wzrosła aż do 14 osób. W 1885 roku Lubinowi urodziła się druga córka. Z czasem optyk rozwinął działalność – zajął się naprawą, a z czasem też i produkcją i sprzedażą przezroczy do tzw. latarni magicznych. W 1890 przeniósł się do trzypiętrowego budynku mieszącego się w centrum Filadelfii.
Trzy lata później na Wystawie światowej w Chicago zobaczył po raz pierwszy zoopraksiskop i zainteresował się sztuką ruchomych obrazów. W 1896 roku kupił kamerę od C. Francisa Jenkinsa i nakręcił swój pierwszy film – swojego konia jedzącego siano. Projektor Jenkinsa przerobił w końcu na znacznie lżejszą maszynę, którą opatentował jako cineograf. W 1897 roku rozpoczął ogromną kampanię reklamową, mającą spopularyzować wynalazek. Kręcił też ogromne ilości filmów, jednak ponieważ nie udawało mu się wciąż zaspokoić oczekiwań publiczności spragnionej dużej ilości nowego repertuaru, zdecydował się nawiązać współpracę z Thomasem Edisonem i wzajemnie wypożyczać sobie filmy. Jednak szybko zaczął kopiować filmy Edisona i wyświetlać je jako własne, bez dzielenia się zyskami z ich właścicielem. Edison pozwał Lubina do sądu, a kiedy ta droga nie przyniosła rozwiązania, sam zaczął nielegalnie kopiować jego filmy i sprzedawać je z obciętymi napisami. Od 1899 Lubin rozpoczął kampanię marketingową w Niemczech. W 1899 roku wystawił na Narodowej Wystawie Produktów Eksportowych w Filadelfii pawilon Lubin's Cinematograph Theater, w którym pokazywał swoje filmy, maszyny i projektory. W tym też roku przeniósł kręcenie filmów z ogrodu własnego domu na dach budynku na ulicy Arch w dzielnicy związanej z prostytucją i półświatkiem; w 1901 wynajął resztę budynku i wyposażył go m.in. w szklany dach i nowoczesny sprzęt oświetleniowy.
Lubin stopniowo miniaturyzował zarówno swoje kamery, jak i projektory. Pozwalało mu to m.in. na produkcję filmowych aktualności z miejsc katastrof (m.in. pożary w stoczni Hoboken w New Jersey czy huragan na wybrzeżu Teksasu) oraz innych wydarzeń (np. zjazdu republikanów), aby uczynić program bardziej atrakcyjnym dla publiczności. Poza produkcją własnych filmów, wciąż kopiował produkcje konkurentów (przede wszystkim Thomasa Edisona, ale też Georges’a Mélièsa). Proceder ten, choć typowy dla ówczesnej branży filmowej, doprowadził do kosztownej i długoletniej batalii sądowej i prasowej pomiędzy Lubinem a Edisonem. Lubin czerpał jednak zyski nie tylko z produkcji filmowej – w 1902 roku otworzył pierwszy w Filadelfii stały nickelodeon, z czasem sieć jego kin rozszerzyła się także na inne miasta, tak że do 1909 roku liczyła 16 obiektów w 6 stanach. Zmienił też sposób dystrybuowania swoich filmów – miast je sprzedawać, wynajmował kolejne kopie, wyceniając je zależnie od popularności. W 1908 roku Lubin, jak i wielu innych producentów filmowych, dołączył do The Motion Picture Patents Company (tzw. Trust Edisona), założonego przez Thomasa Edisona, i skupiającego w sobie patenty wszystkich członków. W 1909 roku wynajął budynek przy Market Street w Filadelfii, budynek ten, nazywany The Lubin Building, mieścił w sobie luksusowe kino, studio filmowe i laboratorium. Tymczasem jego współpraca z MPPC nie układała się dobrze (m.in. dlatego, że jego żydowskie pochodzenie nie podobało się innym członkom trustu, w tym Edisonowi, oraz dlatego, że sympatyzował z niezrzeszonymi w truście producentami filmowymi – m.in. Markiem Dintenfassem, braciami Warner oraz Cecilem B. DeMillem, którym często pomagał), zdecydował się więc z czasem wystąpić z MMPC. Po sprzedaży sieci kin zbudował w północnej Filadelfii duże, nowoczesne studio filmowe, które nazwał Lubinville.
Z czasem jednak interesy Lubina zaczęły iść gorzej – jego studio uległo zniszczeniu w pożarze, a sprawy sądowe o prawa autorskie i kłopoty na giełdzie związane z I wojną światową uszczupliły jego majątek. Lubin pod koniec życia nie zarabiał już jako producent filmowy, utrzymywał się jedynie ze swojego sklepu optycznego. Zmarł w 1923 roku.